# Frigg Sydfyen
Die Frigg Sydfyen ist eine dänische Ro-Ro-Fähre.

## Geschichte
Das Schiff wurde 1984 unter der Baunummer 172 auf der Svendborg Værft in Svendborg für die Sydfyenske Dampskibsselskab in Spodsbjerg gebaut. Die Kiellegung fand am 27. Februar, der Stapellauf am 21. Juni 1984 statt. Die Fertigstellung erfolgte im September 1984. Das Schiff war die dritte Fähre eines Flottenerneuerungsprogramms der Reederei. Zuvor waren die 1978 gebaute Thor Sydfyen und die 1982 gebaute Odin Sydfyen, ein Schwesterschiff der Frigg Sydfyen, in Dienst gestellt worden.
Die Fähre wurde von der Sydfyenske Dampskibsselskab zwischen Lohals auf der Insel Langeland und Korsør auf der Insel Seeland sowie zwischen Spodsbjerg auf der Insel Langeland und Tårs auf der Insel Lolland eingesetzt. Mit der Abspaltung der SFDS af 1991 von der Sydfyenske Dampskibsselskab im Jahr 1991 kam die Fähre zur SFDS af 1991. 1996 wurde die SFDS af 1991 durch die DSB Rederi übernommen und die Fähre in der Folge von der DSB Rederi betrieben. Mit der Auslagerung des Fährgeschäftes in die Scandlines Danmark durch die Dänischen Staatsbahnen (DSB) wurde die Fähre 1997 Teil der Flotte von Scandlines Danmark.
Ende 2007 wurde die Fähre an die Reederei Sydfynske verkauft, die sie durch Langelandstrafikken weiter im Fährverkehr zwischen Spodsbjerg und Tårs betreiben ließ. Zum 1. Oktober 2010 kam das Schiff zu Danske Færger, das aus dem Zusammenschluss von Nordic Ferry Services, Bornholmstrafikken und Sydfynske entstanden war.
Im April 2012 wurde die Fähre durch die Lolland ersetzt. Seit Juni 2012 verkehrt sie auf der von Alslinjen betriebenen Strecke zwischen Bøjden auf der Insel Als und Fynshav auf der Insel Fünen, seit Mitte März 2015 gemeinsam mit der Fynshav.

## Technische Daten und Ausstattung
Das Schiff wird von zwei MAN-B&W-Dieselmotoren (Typ: 6T23L) mit jeweils 685 kW Leistung angetrieben. Die Motoren wirken auf zwei Propeller.
Die Fähre verfügt über ein durchlaufendes Fahrzeugdeck, das über Rampen zugänglich ist. Das Fahrzeugdeck ist vollständig geschlossen. Am Bug befindet sich ein nach oben aufklappbares Bugvisier, am Heck eine nach oben aufklappbare Heckklappe. Die nutzbare Höhe auf dem Fahrzeugdeck beträgt 4,4 Meter. Die Zufahrtsbreite beträgt 3,4 Meter.
Oberhalb des Fahrzeugdecks befinden sich drei Decks. Hier sind unter anderem die Einrichtungen für die Passagiere untergebracht. Im hinteren Bereich des Schiffes befindet sich ein Sonnendeck mit Sitzgelegenheiten für die Passagiere. Die Brücke befindet sich im vorderen Bereich des Schiffes. Zur besseren Übersicht gehen die Nocken auf beiden Seiten etwas über die Schiffsbreite hinaus. Zur besseren Übersicht beim rückwärtigen Anlegen befindet sich ein zusätzlicher Steuerstand in hinteren Bereich der Decksaufbauten.
Die Fähre kann im Sommerhalbjahr 338 Passagiere befördern. Im Winterhalbjahr beträgt die Passagierkapazität 200 Personen. Die Fahrzeugkapazität der Fähre beträgt 50 Pkw.